# فرانسیسکو کانارو
فرانسیسکو کانارو (اسپانیایی: Francisco Canaro‎؛ ۲۶ نوامبر ۱۸۸۸ – ۱۴ دسامبر ۱۹۶۴) مشهور به پیرینچو، موسیقی‌دان، کنسرت‌مایستر و نوازندهٔ ویولن اهل اروگوئه بود.